# 王堅
王 堅（おう けん、1962年10月 - ）は、中華人民共和国のコンピュータ科学者、実業家。中国工程院の院士。現職は阿里雲計算有限公司の社長、阿里巴巴集団の首席技術官。

## 経歴
1984年杭州大学（現在の浙江大学）にて修士号を取得。1990年杭州大学にて博士号を取得。1990年に大学卒業と同時に同校の教職員となった。1991年9月に助教授に昇格し、1992年に教授に昇進した。1993年から博士課程の指導者に就任。1999年、マイクロソフト中国研究院に入院した。2004年、マイクロソフトアジア研究院常務副院長を務めた。2008年9月、阿里巴巴集団に加入します。2009年7月、阿里軟件の首席技術官に任命される。2009年9月、阿里雲計算有限公司を設立し、社長を務めた。2012年8月、阿里巴巴集団の首席技術官に任命される。

## 栄典
- 2019年11月22日、中国工程院院士[2]。